# Болгары в России

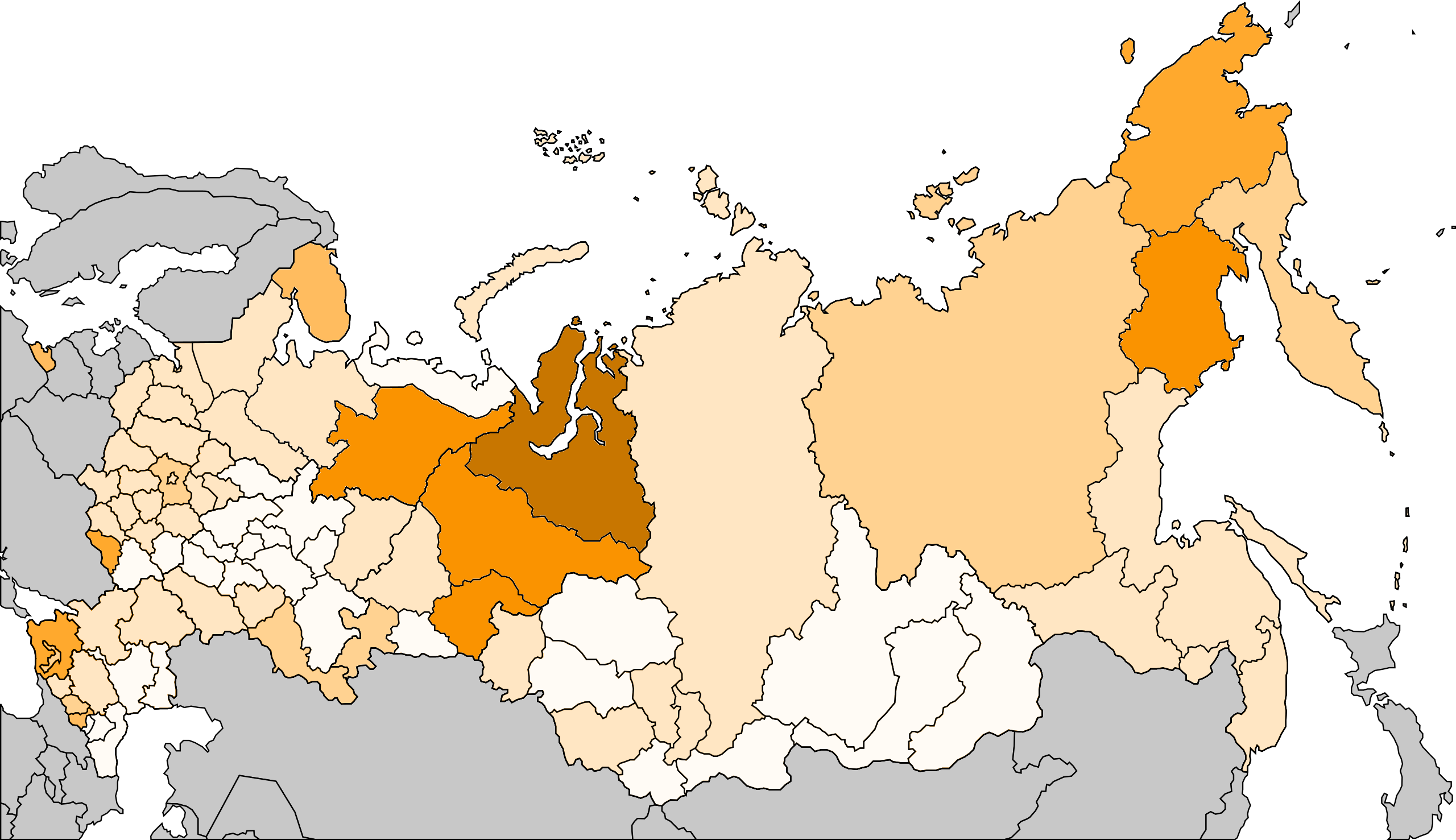
Доля болгар по субъектам России (перепись населения 2010):
0,00-0,01%
0,01-0,02%
0,02-0,03%
0,03-0,04%
0,04-0,05%
0,05-0,09%
0,15%

Болгары в России (болг. Българи в Русия) — болгары, проживающие на территории Российской Федерации. По переписи 2010 года в России 24 038 человек назвали себя болгарами. По переписи 2021 года в России 11 851 человек назвали себя болгарами.

## Численность и доля

### Переписи населения
Численность болгар по данным переписи населения за эти годы, по субъектам Российской Федерации:
|                             |                                          | 1970   | 1979   | 1989   | 2002   | 2010   |
| Россия                      | Россия                                   | 27 321 | 24 943 | 32 785 | 31 965 | 24 038 |
| --------------------------- | ---------------------------------------- | ------ | ------ | ------ | ------ | ------ |
| Республика                  | Адыгея                                   |        |        |        | 129    | 101    |
| Республика                  | Алтай                                    | 6      | 7      |        | 16     | 10     |
| Республика                  | Башкортостан                             | 627    | 548    | 509    | 451    | 318    |
| Республика                  | Бурятия                                  | 33     | 73     | 133    | 62     | 40     |
| Республика                  | Дагестан                                 | 133    | 126    | 87     | 43     | 32     |
| Республика                  | Ингушетия                                |        |        |        | 0      | 2      |
| Республика                  | Кабардино-Балкария                       | 373    | 382    | 391    | 332    | 218    |
| Республика                  | Калмыкия                                 | 35     | 35     | 36     | 25     | 13     |
| Республика                  | Карачаево-Черкесия                       |        |        |        | 82     | 56     |
| Республика                  | Карелия                                  | 141    | 94     | 118    | 148    | 121    |
| Республика                  | Коми                                     | 1 955  | 529    | 969    | 768    | 486    |
| Республика                  | Крым                                     |        |        |        |        |        |
| Республика                  | Марий Эл                                 | 65     | 70     | 71     | 71     | 48     |
| Республика                  | Мордовия                                 | 30     | 31     | 46     | 30     | 22     |
| Республика                  | Северная Осетия                          | 445    | 376    | 421    | 343    | 241    |
| Республика                  | Татарстан                                | 76     | 154    | 241    | 256    | 205    |
| Республика                  | Тыва                                     | 3      | 13     | 9      | 8      | 3      |
| Республика                  | Удмуртия                                 | 53     | 109    | 94     | 146    | 97     |
| Республика                  | Хакасия                                  |        |        |        | 147    | 102    |
| Республика                  | Чечня                                    |        |        |        | 9      | 10     |
| Республика                  | Чечено-Ингушская АССР                    | 405    | 280    | 712    |        |        |
| Республика                  | Чувашия                                  | 40     | 40     | 330    | 102    | 79     |
| Республика                  | Якутия                                   | 75     | 220    | 267    | 343    | 209    |
| Край                        | Алтайский край                           | 205    | 260    | 267    | 355    | 260    |
| Край                        | Забайкальский край                       |        |        |        |        | 55     |
| Край                        | Камчатский край                          |        |        |        |        | 82     |
| Край                        | Краснодарский край                       | 3 822  | 3 599  | 3 696  | 3 138  | 2 204  |
| Край                        | Красноярский край                        | 219    | 290    | 659    | 524    | 317    |
| Край                        | Пермский край                            |        |        |        |        | 286    |
| Край                        | Приморский край                          | 200    | 312    | 511    | 348    | 225    |
| Край                        | Ставропольский край                      | 642    | 824    | 990    | 780    | 554    |
| Край                        | Хабаровский край                         | 135    | 157    | 435    | 241    | 145    |
| Город федерального значения | Москва                                   | 3 328  | 1 297  | 2 641  | 2 374  | 1 852  |
| Город федерального значения | Санкт-Петербург                          | 1 029  | 731    | 1 062  | 938    | 843    |
| Город федерального значения | Севастополь                              |        |        |        |        |        |
| Автономная область          | Еврейская автономная область             | 11     | 32     |        | 50     | 29     |
| Область                     | Амурская область                         | 50     | 140    | 363    | 171    | 117    |
| Область                     | Архангельская область                    | 292    | 262    | 284    | 182    | 124    |
| Область                     | Астраханская область                     | 106    | 93     | 137    | 140    | 100    |
| Область                     | Белгородская область                     | 51     | 187    | 517    | 755    | 673    |
| Область                     | Брянская область                         | 46     | 70     | 91     | 162    | 148    |
| Область                     | Владимирская область                     | 57     | 118    | 218    | 160    | 179    |
| Область                     | Волгоградская область                    | 481    | 353    | 400    | 551    | 357    |
| Область                     | Вологодская область                      | 517    | 123    | 184    | 159    | 128    |
| Область                     | Воронежская область                      | 123    | 123    | 175    | 250    | 225    |
| Область                     | Ивановская область                       | 82     | 72     | 116    | 156    | 123    |
| Область                     | Иркутская область                        | 169    | 254    | 357    | 287    | 177    |
| Область                     | Калининградская область                  | 128    | 189    | 269    | 346    | 293    |
| Область                     | Калужская область                        | 80     | 189    | 153    | 200    | 174    |
| Область                     | Кемеровская область                      | 1 122  | 931    | 979    | 709    | 418    |
| Область                     | Кировская область                        | 190    | 147    | 174    | 138    | 112    |
| Область                     | Костромская область                      | 79     | 42     | 53     | 69     | 61     |
| Область                     | Курганская область                       | 51     | 53     | 75     | 81     | 54     |
| Область                     | Курская область                          | 49     | 139    | 110    | 252    | 203    |
| Область                     | Ленинградская область                    | 116    | 201    | 255    | 323    | 304    |
| Область                     | Липецкая область                         | 35     | 40     | 78     | 138    | 152    |
| Область                     | Магаданская область                      | 151    | 172    | 439    | 137    | 79     |
| Область                     | Московская область                       | 717    | 644    | 1 131  | 1 511  | 1 719  |
| Область                     | Мурманская область                       | 171    | 343    | 510    | 453    | 275    |
| Область                     | Нижегородская область                    |        |        |        |        | 233    |
| Область                     | Новгородская область                     | 68     | 61     | 92     | 100    | 70     |
| Область                     | Новосибирская область                    | 230    | 199    | 279    | 247    | 207    |
| Область                     | Омская область                           | 102    | 156    | 171    | 294    | 218    |
| Область                     | Оренбургская область                     | 209    | 239    | 363    | 630    | 472    |
| Область                     | Орловская область                        | 28     | 53     | 85     | 121    | 102    |
| Область                     | Пензенская область                       | 39     | 35     | 92     | 134    | 96     |
| Область                     | Псковская область                        | 55     | 57     | 84     | 94     | 83     |
| Область                     | Ростовская область                       | 1 281  | 1 257  | 1 370  | 1 074  | 745    |
| Область                     | Рязанская область                        | 81     | 56     | 106    | 151    | 129    |
| Область                     | Самарская область                        |        |        |        | 663    | 450    |
| Область                     | Саратовская область                      | 271    | 322    | 515    | 445    | 319    |
| Область                     | Сахалинская область                      | 106    | 133    | 237    | 137    | 82     |
| Область                     | Свердловская область                     | 1 875  | 1 765  | 1 549  | 1 183  | 743    |
| Область                     | Смоленская область                       | 27     | 68     | 134    | 131    | 107    |
| Область                     | Тамбовская область                       | 36     | 43     | 87     | 107    | 71     |
| Область                     | Тверская область                         |        |        |        | 281    | 257    |
| Область                     | Томская область                          | 102    | 134    | 170    | 163    | 99     |
| Область                     | Тульская область                         | 189    | 221    | 216    | 222    | 191    |
| Область                     | Тюменская область                        | 108    | 203    | 1 059  | 622    | 2 734  |
| Область                     | Ульяновская область                      | 75     | 59     | 90     | 148    | 113    |
| Область                     | Челябинская область                      | 1 956  | 1 858  | 1 770  | 1 284  | 849    |
| Область                     | Ярославская область                      | 50     | 158    | 236    | 233    | 183    |
| Автономный округ            | Ненецкий автономный округ                | 4      | 10     |        | 4      | 2      |
| Автономный округ            | Ханты-Мансийский автономный округ — Югра | 35     | 345    |        | 1 783  | 1 430  |
| Автономный округ            | Чукотский автономный округ               | 44     | 80     |        | 28     | 25     |
| Автономный округ            | Ямало-Ненецкий автономный округ          | 9      | 117    |        | 1 025  | 814    |

## Появление болгарского населения в России
С начала XVIII столетия, когда российско-турецкие отношения обострились и вылились в череду войн двух империй, российское правительство поощряло переселение болгар из Османской империи в Россию. Их селили в южных причерноморских городах (купечество, ремесленники) и в южных губерниях (крестьянство). Число переселенцев скоро стало исчисляться десятками тысяч. По переписи 1897 года в губерниях Новороссии проживало 170 000 болгар, в том числе 103 000 в Бессарабской губернии.

## Советские болгары в годы Великой Отечественной войны
В РККА в 1920-е — 1930-е годы были созданы национальные части (от взвода до дивизии). На 1934 год в РККА свои национальные части имели более 30 народов СССР (включая немцев и корейцев), но болгарских частей не было.
В конце 1930-х годов был ограничен набор болгар (как и представителей других «инонациональностей», в том числе советских немцев) в Красную армию. 24 июня 1938 года были изданы постановление Главного военного совета и приказ Народного комиссариата обороны, которые предписывали уволить из приграничных военных округов командно-начальствующий состав ряда «инонациональностей» (в том числе болгар), а командиров этих национальностей, на которых имелся компрометирующий материала (вне зависимости от места службы) передать в НКВД. Приказ Народного комиссариата обороны от 7 августа 1938 года делил призывников-болгар (как и представителей некоторых иных национальностей) на две категории:
- Призванных из внутренних областей СССР предписывалось отправлять в части внутренних округов, Закавказский и Среднеазиатский военные округа;
- Призванных из западных и дальневосточных регионов было предписано отправить в строительные части

Тем не менее к началу войны в РККА было немало болгар среди командного состава. На 1 января 1941 года в РККА 139 болгар были представителями командно-начальствующего состава, 10 являлись слушателями академий, а 39 были курсантами военных училищ и курсов младших лейтенантов.
Несмотря на то, что Болгария была до 1944 года союзницей Германии, советские болгары призывались в Красную армию на протяжении всей войны.
Численность болгар в РККА:
- На 1 января 1941 года — 958 чел.;
- На 1 июля 1942 года — 928 чел.;
- На 1 января 1943 года — 689 чел.;
- На 1 июля 1943 года — 865 чел.;
- На 1 января 1944 года — 923 чел.;
- На 1 июля 1944 года — 3516 чел.;
- На 1 января 1945 года — 2729 чел.

Из этих цифр видно, что с началом войны не было резкого сокращения численности болгар в Красной армии (как, например, в отношении советских немцев, которых отзывали из РККА). После освобождения Украины в первом полугодии 1944 года численность болгар в Красной армии резко возросла.

## Культура

### Болгарские общины и общественные организации
- Болгарская община в Пятигорске (существует с 1993 года)
- Дом русско-болгарской дружбы (Тверь, открыт в 2003 году)
- Культурно-просветительское общество болгар в Москве и Московской области «Паисий Хилендарский» (Москва, существует с 1990 года)
- Общественная организация «Совет болгарских аспирантов в России» (Москва, существует с 2017 года)
- Автономная независимая организация «Петербургский культурно-деловой центр болгарской дружбы» (Санкт-Петербург, существует с 2009 года)
- Болгарская община в Ставрополе
- Болгарская община «Балканы» (Новокуйбышевск, Самарская область)
- Болгарская община в Твери
- Болгарская община в Тюмени
- Болгарская община в Екатеринбурге
- Сыктывкарская болгарская национально-культурная автономия (существует с 2010 года)
- Сургутская общественная организация болгарского землячества имени святых Кирилла и Мефодия (существует с 1999 года)
- Организация сотрудничества с Болгарией (Москва)
- Болгарская национальная группа в ОИЯИ (Дубна)
- Организация болгарских студентов (Москва)
- Краснодарская региональная общественная организация болгарских общин «Шипка» (Краснодар)
- Культурно-просветительская организация «Болгарская диаспора» (Москва)
- Новодвинская городская общественная организация «Болгарское землячество» (существует с 1999 года)
- Общественная региональная организация болгар «ДОБРО» (Москва, существует с 2009 года)
- Старооскольская общественная организация болгарского землячества «Шипка» (Старый Оскол, Белгородская область, существует с 1998 года)
- Ярославская региональная общественная организация «Шипка» (существует с 1998 года)

### Образовательные учреждения
- Болгарское училище при Посольстве Республики Болгарии в Москве (открылось в 1974)
- Болгарское училище при Центре промышленности Республики Болгарии в Москве (открылось в 2009)
- Болгарское училище при Генеральном консульстве Республики Болгарии в Санкт-Петербурге (открылось в 2012)

### Церковные общины
- Болгарское подворье в Храме Успения Пресвятой Богородицы в Гончарах